# Neritilia vulgaris
Neritilia vulgaris is een slakkensoort uit de familie van de Neritiliidae. De wetenschappelijke naam van de soort is voor het eerst geldig gepubliceerd in 2003 door Kano & Kase.